# Hallenradsport-Weltmeisterschaften 2011
Die Hallenradsport-Weltmeisterschaften 2011 fand vom 4. bis 6. November 2011 in Kagoshima (Japan) statt. Es wurden Wettkämpfe im Radball und Kunstradfahren ausgetragen. Veranstaltungsort war die Kagoshima Arena. Die erfolgreichste Nation war Deutschland, welche fünf Goldmedaillen gewann. Bis auf den Wettbewerb im Radball konnten sie alle Disziplinen gewinnen.
Es haben insgesamt 83 Sportler teilgenommen, welche alle aus dem europäischen oder asiatischen Raum stammen, mit Ausnahme eines Radball-Duos, welches für Kanada startete.

## Radball
Es wurde ein 2er-Teamwettkampf bei den Herren durchgeführt.

### Modus
Das Turnier umfasste zwei Gruppen: Gruppe A mit den sechs stärksten Mannschaften und die Gruppen B mit 5 schwächeren Mannschaften. In beiden Gruppen gab es jeweils eine Runde, in der alle einmal gegen alle spielten. In der Zwischenrunde der Gruppe-A-Teams traf die zweitplatzierte Mannschaft der Vorrunde auf die fünftplatzierte und die dritt- auf die viertplatzierte. Die beiden Sieger dieser Zwischenrunde und der Sieger der Vorrunde qualifizierten sich für die Halbfinale. Im ersten Halbfinale traf der Sieger der Vorrunde auf den Sieger aus dem Spiel zwischen dem zweit- und fünftplatzierten. Der Verlierer dieses Spiels musste in einem zweiten Halbfinale gegen den Sieger aus dem Spiel zwischen dem dritt- und viertplatzierten antreten. Die beiden Sieger aus den Halbfinalen spielten schließlich im Finalspiel den Weltmeister aus. Der Sieger der Gruppe B trat schließlich gegen den Tabellensechsten der Gruppe A um den Aufstieg respektive Verbleib in Gruppe A an.

### Gruppe A

#### Vorrunde
| Rang | Team        | Osterreich | Schweiz | Deutschland | Tschechien | Frankreich | Belgien | S | U | N | Tore    | Punkte |
| ---- | ----------- | ---------- | ------- | ----------- | ---------- | ---------- | ------- | - | - | - | ------- | ------ |
| 1.   | Österreich  |            | 4:3     | 2:2         | 3:1        | 10:1       | 8:1     | 4 | 1 | 0 | 27 : 8  | 13     |
| 2.   | Schweiz     | 3:4        |         | 4:3         | 5:3        | 5:1        | 10:1    | 4 | 0 | 1 | 27 : 12 | 12     |
| 3.   | Deutschland | 2:2        | 3:4     |             | 5:2        | 7:5        | 7:1     | 3 | 1 | 1 | 24 : 14 | 10     |
| 4.   | Tschechien  | 1:3        | 3:5     | 2:5         |            | 8:3        | 5:0     | 2 | 0 | 3 | 19 : 16 | 6      |
| 5.   | Frankreich  | 1:10       | 1:5     | 5:7         | 3:8        |            | 3:3     | 0 | 1 | 4 | 13 : 33 | 1      |
| 6.   | Belgien     | 1:8        | 1:10    | 1:7         | 0:5        | 3:3        |         | 0 | 1 | 4 | 6 : 33  | 1      |

#### Finalrunde
| Zwischenrunde |   |             |        |
| Schweiz       | – | Frankreich  | 10 : 0 |
| Deutschland   | – | Tschechien  | 4 : 3  |
| 1. Halbfinale |   |             |        |
| Österreich    | – | Schweiz     | 1 : 4  |
| 2. Halbfinale |   |             |        |
| Österreich    | – | Deutschland | 4 : 2  |
| FINALE        |   |             |        |
| Schweiz       | – | Österreich  | 3 : 4  |

Endstand
| Rang | Land        | Spieler           | Spieler           |
| ---- | ----------- | ----------------- | ----------------- |
| 1.   | Österreich  | Patrick Schnetzer | Dietmar Schneider |
| 2.   | Schweiz     | Roman Schneider   | Dominik Planzer   |
| 3.   | Deutschland | Marco Rossmann    | Roman Müller      |
| 4.   | Tschechien  | Pavel Smid        | Petr Skotak       |
| 5.   | Frankreich  | Stéphane Bauer    | Frédéric Doell    |
| 6.   | Belgien     | Brecht Damen      | Niels Dirikx      |

### Gruppe B
| Rang | Team     | Rumänien | Japan  | Hongkong | Malaysia | Kanada | S | U | N | Tore  | Punkte |
| ---- | -------- | -------- | ------ | -------- | -------- | ------ | - | - | - | ----- | ------ |
| 1    | Rumänien |          | 4 : 2  | 4 : 2    | 14 : 1   | 22 : 0 | 4 | 0 | 0 | 44:5  | 12     |
| 2    | Japan    | 2 : 4    |        | 3 : 1    | 8 : 2    | 23 : 2 | 3 | 0 | 1 | 36:9  | 9      |
| 3    | Hongkong | 2 : 4    | 1 : 3  |          | 10 : 2   | 15 : 0 | 2 | 0 | 2 | 28:9  | 6      |
| 4    | Malaysia | 1 : 14   | 2 : 8  | 2 : 10   |          | 14 : 0 | 1 | 0 | 3 | 19:32 | 3      |
| 5    | Kanada   | 0 : 22   | 2 : 23 | 0 : 15   | 0 : 14   |        | 0 | 0 | 4 | 2:74  | 0      |

Endstand
| Rang | Land     | Spieler         | Spieler            |
| ---- | -------- | --------------- | ------------------ |
| 1.   | Rumänien | Dorian Toroftei | Mircea Tric        |
| 2.   | Japan    | Naoya Kinoshita | Ko Matsuda         |
| 3.   | Hongkong | Wing Tai Ho     | Chun Hin Kwan      |
| 4.   | Malaysia | Senin Zulkfli   | Ibrahim Ibra Izuan |
| 5.   | Kanada   | Jean Saucier    | Pierre Bernier     |

### Auf-Abstiegsspiel Gruppe A/B
Belgien konnte den Ligaerhalt erfolgreich verteidigen.
 Belgien –  Rumänien 3:3 (5:4 n. P.)

## Kunstradfahren
Es wurden Wettkämpfe im 1er- 2er- und 4er-Kunstradfahren der Damen, im 1er-Kunstradfahren der Herren und 2er-Kunstradfahren in einer offenen Klasse durchgeführt.

### Modus
Jeder Teilnehmer bzw. jedes Team hatte eine Kür zu fahren. Diese dauerte maximal sechs Minuten und beinhaltete bei den Einzelstartern 28 und bei den Duos 22 verschiedene Elemente mit je einer gewissen Schwierigkeitsstufe, die mit der Grundpunktzahl addiert als Basis für die Bewertung dienten (eingereichte Punkte). Das Endresultat ergab sich nach Abzug der Fehlerpunkte (ausgefahrene Punkte).

### Frauen

#### Einzel
Insgesamt nahmen am Wettkampf 14 Athletinnen aus 8 Nationen teil.
Medaillengewinner
| Rang | Land        | Fahrerin         | einger. | ausgef. |
| ---- | ----------- | ---------------- | ------- | ------- |
| 1.   | Deutschland | Corinna Hein     | 186.50  | 171.75  |
| 2.   | Deutschland | Sandra Beck      | 182.60  | 169.71  |
| 3.   | Tschechien  | Nikola Lebankova | 168.40  | 156.85  |

#### Doppel
Insgesamt nahmen am Wettkampf 7 Teams aus fünf Nationen teil.
Das deutsche Duo Schultheis/Sprinkmeier stellte in der Finalrunde mit 160.43 ausgefahrenen Punkten einen neuen Weltrekord auf.
Medaillengewinner
| Rang | Land        | Fahrerin 1        | Fahrerin 2         | einger. | ausgef. |
| ---- | ----------- | ----------------- | ------------------ | ------- | ------- |
| 1.   | Deutschland | Katrin Schultheis | Sandra Sprinkmeier | 166.90  | 160.43  |
| 2.   | Deutschland | Katharina Wurster | Jasmin Soika       | 165.50  | 157.45  |
| 3.   | Tschechien  | Andrea Petrickova | Iva Valesova       | 128.40  | 106.54  |

#### 4er-Team
Das Teilnehmerfeld bestand nur aus 3 Teams.
Medaillengewinner
| Rang | Land        | Fahrerinnen                                                        | einger. | ausgef. |
| ---- | ----------- | ------------------------------------------------------------------ | ------- | ------- |
| 1.   | Deutschland | Katharina Gülich Sonja Mauermeyer Ramona Strassner Christina Posch | 219.50  | 189.74  |
| 2.   | Schweiz     | Carolin Noll Andrea Keller Maura Stiefel Nora Willener             | 206.80  | 167.69  |
| 3.   | Slowakei    | Korina Vas Dora Szabo Viktoria Csente Alica Vincze                 | 178.40  | 112.76  |

### Herren Einzel
Insgesamt nahmen am Wettkampf 13 Athleten aus 10 Nationen teil.
David Schnabel stellte in der Finalrunde mit 208.91 ausgefahrenen Punkten einen neuen Weltrekord auf.
Medaillengewinner
| Rang | Land        | Fahrer           | einger. | ausgef. |
| ---- | ----------- | ---------------- | ------- | ------- |
| 1.   | Deutschland | David Schnabel   | 210.10  | 208.91  |
| 2.   | Deutschland | Florian Blab     | 210.80  | 205.17  |
| 3.   | Macau       | Hang Cheong Wong | 177.10  | 165.31  |

### Mixed Doppel
Es nahmen insgesamt vier Duos aus drei Nationen teil.
Luisa und Benedikt Bassmann stellten mit 148.08 ausgefahrenen Punkten einen neuen Weltrekord auf.
Medaillengewinner
| Rang | Land        | Fahrer 1        | Fahrer 2          | einger. | ausgef. |
| ---- | ----------- | --------------- | ----------------- | ------- | ------- |
| 1.   | Deutschland | Luisa Bassmann  | Benedikt Bassmann | 160.10  | 148.08  |
| 2.   | Deutschland | Oliver Gronbach | Daniel Gronbach   | 155.40  | 135.87  |
| 3.   | Hongkong    | Hin Bon Ip      | Pok Man Yu        | 137.30  | 110.27  |